# Lijeske
Lijeske naseljeno mjesto u gradu Zenici, Federacija Bosne i Hercegovine, BiH.
Nalaze se na sjeverno od Babine rijeke, nedaleko od ušća Seočka rijeka.

## Stanovništvo

### 1971.
Nacionalni sastav stanovništva 1971. godine, bio je sljedeći:
ukupno: 208
- Hrvati - 122 (58,65%)
- Srbi - 86 (41,35%)

### 1981.
Nacionalni sastav stanovništva 1981. godine, bio je sljedeći:
ukupno: 99
- Srbi - 61 (61,62%)
- Hrvati - 35 (35,35%)
- Muslimani - 1 (1,01%)
- Jugoslaveni - 1 (1,01%)
- ostali, neopredijeljeni i nepoznato  - 1 (1,01%)

### 1991.
Nacionalni sastav stanovništva 1991. godine, bio je sljedeći:
ukupno:79
- Srbi - 46 (58,23%)
- Hrvati - 26 (32,91%)
- Jugoslaveni - 7 (8,86%)

### 2013.
Nacionalni sastav stanovništva 2013. godine, bio je sljedeći:
ukupno: 10
- Hrvati - 5 (50,00%)
- Bošnjaci - 5 (50,00%)